# سیارک ۱۶۴۸
سیارک ۱۶۴۸ (به انگلیسی: 1648 Shajna، نامگذاری:1935RF) هزار و ششصد و چهل و هشتمین سیارک کشف شده‌است که در ۵ سپتامبر ۱۹۳۵ و در رصدخانه سایمیز کشف شد.
قدر مطلق سیارک برابر ۱۲٫۵۴ است.